# Try, Try, Try
Try, Try, Try è un singolo dell'alternative rock band statunitense The Smashing Pumpkins, terzo e ultimo singolo dal quinto album della band Machina/The Machines of God. Il lato B del singolo è Here's to the Atom Bomb ed entrambe le canzoni sono state scritte dal frontman Billy Corgan.

## Il brano
Una versione alternativa orchestrata appare in Machina II/The Friends and Enemies of Modern Music, EP gratuito della band che doveva supplire all'insuccesso del primo Machina. La copertina del singolo, disegnata dall'artista Vasily Kafanov , è costituita da simboli alchemici.
Si è classificato al 73º posto nella classifica UK Singles Chart nel Regno Unito.

## Video
Il video è molto differente dagli altri della band, dei membri compare solo Billy Corgan seduto su una sedia, mentre il resto del video è un adattamento di un corto del regista Jonas Åkerlund che segue la storia di due senzatetto tossicodipendenti Max e Linda. La ottimistica canzone si sovrappone dunque alle crude immagini del video (dotato anche di un finale alternativo che insieme all'originale si trova nel Greatest Hits Video Collection dei Pumpkin.). Le immagini crude del video hanno fatto sì che non fosse mandato spesso in onda, se non nelle ore tarde, in emittenti come MTV.

## Tracce
CD Singolo UK
1. Try, Try, Try – 5:09
2. Here's to the Atom Bomb – 4:26

## Formazione
Hanno partecipato alle registrazioni, secondo le note dell'album:
- Billy Corgan – voce, chitarra, tastiere
- James Iha – chitarra
- D'arcy Wretzky – basso
- Jimmy Chamberlin – batteria